# Nomada baccata
Nomada baccata là một loài Hymenoptera trong họ Apidae. Loài này được Smith mô tả khoa học năm 1844.